# Phanerotoma agarwali
Phanerotoma agarwali är en stekelart som beskrevs av Varshney och Shuja-uddin 1999. Phanerotoma agarwali ingår i släktet Phanerotoma och familjen bracksteklar. Inga underarter finns listade i Catalogue of Life.